# Contea di Nodaway
La contea di Nodaway in inglese Nodaway County è una contea dello Stato del Missouri, negli Stati Uniti. La popolazione al censimento del 2000 era di 21 912 abitanti. Il capoluogo di contea è Maryville

## Storia
La contea ha una ricca storia agricola, compresa la casa degli addomesticatori di cavalli Ben Jones e Jimmy Jones, i quali hanno vinto sei volte il Kentucky Derby.

## Geografia fisica
La contea si trova nella parte nord-occidentale dello Stato, al confine con lo stato dell'Iowa. L'U.S. Census Bureau certifica che l'estensione della contea è di 2270 km², di cui 2267,7 km² composti da terra e i rimanenti 2,3 km² composti di acqua; e la quinta contea per estensione dello stato del Missouri

### Contee confinanti
- Page County (Iowa) (nordovest)
- Taylor County (Iowa) (nord)
- Worth County (nordest)
- Gentry County (sudest)
- Andrew County (sud)
- Holt County (sudovest)
- Atchison County (ovest)

## Società

### Evoluzione demografica
Al censimento del 2000 contava 21 912 abitanti (8.138famiglie) e 8 909 unità abitative (4 per km²) e una densità di popolazione di 9,65 abitante/Km2.
La componente etnica era per il 96.58% caucasici, 1.35% afroamericani, 0.71% ispanici, 0.23% nativi americani, 0.87% asiatici.
Il 19.40% della popolazione era sotto i 18 anni, il 13.80% sopra i 65 anni.
Il reddito procapite si attesta sui 31781 $. Il 22.10% della popolazione è sotto la soglia di povertà.

## Infrastrutture e trasporti

### Principali autostrade
- U.S. Route 71
- U.S. Route 136
- Route 46
- Route 113
- Route 148
- Route 246

### Aeroporti
La Contea di Nodaway è servita da Northwest Missouri Regional Airport di Maryville, che è un aeroporto di aviazione generale con nessun servizio commerciale.

## Geografia antropica

### Città
- Maryville (Capoluogo di contea)
- Barnard
- Burlington Junction
- Clearmont
- Conception Junction
- Elmo
- Graham
- Hopkins
- Parnell
- Ravenwood
- Skidmore

### Villaggio
- Arkoe.
- Clyde
- Guilford
- Pickering

### Census-designated place
- Conception

### Area non incorporata
- Quitman
- Xenia